# Ubertinus de Casale
Ubertinus de Casale, Italienisch Ubertino da Casale, deutsch Ubertin von Casale (* 1259 in Casale Monferrato; † nach 1328) war ein italienischer Theologe, der als ein Wortführer mit Angelus Clarenus und Petrus Johannes Olivi zur Strömung der Spiritualen innerhalb des Franziskanerordens gehörte.
Ubertin übte in seinen erhaltenen Schriften heftige Kritik an den amtierenden Päpsten. In seiner Schrift Arbor vitae crucifixae deutet er im fünften Buch, der Auslegung der Offenbarung des Johannes, das erste Tier (Offb 13) auf Bonifatius VIII. (1294–1303), das zweite auf Benedikt XI. (1303–1304). Selbst die Zahl 666 (Offb 13,18) wird auf Benedikt (Βενεδίκτος mit griechischen Buchstaben) gedeutet.
Ubertino da Casale tritt in Umberto Ecos Roman Der Name der Rose auf. Dort wird er als Urheber des Buches Arbor vitae crucifixae genannt, das angeblich die wesentliche Vorlage für Dante Alighieris „großes Gedicht“ war, womit wohl die Divina Commedia gemeint ist.

### Werke im Volltext
- Ubertino da Casale. Arbor Vitae Crucifixae Jesu in der BSB München Ed. Andrea de Bonetis. Venedig: Bottega d’Erasmo, 1485.
- Arbor vitae crucifixae Jesu Christi. Andreas de Boneti, 12. III., Venedig 1485. (Digitalisat)